# Predoi
Predoi (németül: Prettau) község Dél-Tirolban, Bozen–Bolzano autonóm megyében, Trentino-Alto Adige régióban. A Tauferer Ahrntal völgyben, az Ahr patak partján fekvő község Dél-Tirol, egyben Olaszország legészakibb települése, közelebb fekszik 11 másik európai fővároshoz (Luxembourg, Bern, Vaduz, Bécs, Prága, Pozsony, Budapest, Zágráb, Ljubljana, San Marino, Monaco), mint Rómához. Lakosainak 98,7%-a német anyanyelvű.
Lakosainak száma 522 fő (2023. január 1.). Predoi Campo Tures, Valle Aurina, Brandberg, Krimml, Prägraten am Großvenediger és Sankt Jakob in Defereggen községekkel határos.,

### Fordítás
- Ez a szócikk részben vagy egészben  a   Predoi című olasz Wikipédia-szócikk fordításán alapul.  Az eredeti cikk szerkesztőit annak laptörténete sorolja fel. Ez a jelzés csupán a megfogalmazás eredetét és a szerzői jogokat jelzi, nem szolgál a cikkben szereplő információk forrásmegjelöléseként.